# Jay Doblin
Jay Doblin (10 de desembre de 1920 - 11 de maig de 1989) va ser un dissenyador i educador industrial nord-americà, conegut sobretot per la seva contribució al camp del disseny, en particular, el seu treball relacionat amb el pensament de sistemes, els mètodes de disseny i la teoria del disseny en general. Al llarg de la seva carrera professional va treballar amb algunes de les firmes de disseny més importants del seu temps, com Raymond Loewy Associates, Lippincott & Margulies i Unimark International, que va fundar juntament amb Massimo Vignelli i Bob Noorda.
Doblin va néixer a Brooklyn, Nova York i es va graduar al Pratt Institute el 1942. Va treballar per a Raymond Loewy de 1942 a 1955 dirigint el compte Frigidaire i dissenyant màquines expenedores per a Coca-Cola, navalles per a Schick i plomes estilogràfiques per a Eversharp. Entre 1955 i 1969, i després de la dimissió de Serge Chermayeff, va exercir com a director de l'IIT Institute of Design, una escola de disseny fundada el 1937 a Chicago per László Moholy-Nagy, antic professor de la Bauhaus. Després del seu mandat com a director, va continuar vinculat a l'escola com a professor. Doblin va ser president de l'American Society of Industrial Designers (ASID) el 1956 i de l'Industrial Design Educators Association (IDEA) el 1962. El 1981 va fundar la seva consultoria de planificació de disseny estratègic, Doblin Arxivat 2008-02-28 a Wayback Machine. amb Larry Keeley. El 2004, Jay Doblin va rebre la medalla de l'AIGA. Doblin Arxivat 2008-02-28 a Wayback Machine. va passar a formar part de la pràctica d'innovació de Monitor Group Arxivat 2012-10-30 a Wayback Machine. l'any 2007 i va ser adquirida per Deloitte Arxivat 2008-02-28 a Wayback Machine. el 2013.

## Escrits destacats
- "Els 100 productes "millor dissenyats"". Print, (abril de 1959), Fortune (revista).[5]
- "Chicago Bauhaus: passat, present i futur" de Jay Doblin. Discurs pronunciat en un simposi en honor al 25è aniversari de la fusió de l'Institut de Disseny amb l'Institut Tecnològic d'Illinois (1974).[6]
- "Una teoria breu i grandiosa del disseny" de Jay Doblin. Article publicat al Society of Typographic Arts Design Journal de 1987 (1987)